# The Great Pretender
A The Great Pretender (magyarul: a nagy tettető/színlelő)  egy népszerű dal, amelyet eredetileg a The Platters együttes írt (pontosabban annak menedzsere, Buck Ram) 1956-ban. Az eredeti verzió az első helyet érte el a Billboard Hot 100 kislemezlistán. Egyike azon három The Platters dalnak, amelyek helyet kaptak az American Graffiti filmzenéjében.
1984-ben Dolly Parton dolgozta fel, sőt, az 1950-es, 1960-as évek feldolgozásait tartalmazó albumának is ezt a címet adta (The Great Pretender), 1987-ben pedig Freddie Mercury, a Queen rockegyüttes énekese szóló kislemezen jelentette meg. További feldolgozásokat készített hozzá a The Band, Roy Orbison, Gene Pitney, Demis Roussos és Lester Bowie.

## Freddie Mercury verziója
Mercury 1986-ban tervezte el, hogy elkészíti a dal feldolgozását, ebben Mike Moran producer volt a segítségére. Eleinte úgy tűnt, csak a saját szórakozására készítette el, de mivel sok pozitív visszajelzést kapott vele kapcsolatban, és már a videóklip is körvonalazódott a fejében, megjelentették kislemezen. Az angol slágerlistán a 4. helyet érte el. A klipben korábbi szóló és Queen-videóklipeket idéztek meg (például I Want to Break Free, Radio Ga Ga, I Was Born to Love You), ezek jeleneteiben az elmaszkírozott Mercury a Great Pretender sorait énekelte. Ekkoriban megvált a bajszától, ezért minden ilyen jelenetnél műbajuszt kellett hordania. Szerepelt a klipben Roger Taylor is, hárman (ő, Mercury és Peter Straker). női ruhákba bújva énekelték a háttérvokálokat. Zeneileg a Mercury-féle változat csak egy modernizált hangszerelésű, hű feldolgozása a Platters-ének, lényegi változtatásokat nem tartalmaz.

## Külső hivatkozások
- Dalszöveg
- A Mercury-verzió videóklipje